# Andrena intermedia
Andrena intermedia là một loài ong trong họ Andrenidae. Loài này được Thomson miêu tả khoa học đầu tiên năm 1870.